# 伊格朗德
伊格朗德（法語：Ygrande，法語發音：[iɡʁɑ̃d]）是法国阿列省的一个市镇，位于该省中部偏西部，属于穆兰区。

## 地理
伊格朗德（46°33'8"N, 2°56'37"E）面积52.71 平方千米，位于法国奥弗涅-罗讷-阿尔卑斯大区阿列省，该省份为法国中部省份，北起涅夫勒省、西北接谢尔省，西南至克勒兹省，南至多姆山省，东南临卢瓦尔省，东临索恩-卢瓦尔省。
与伊格朗德接壤的市镇（或旧市镇、城区）包括：波旁拉尔尚博、比克西耶尔莱米讷、卢鲁布尔博奈、圣欧班勒莫尼亚勒、圣普莱西尔、特讷耶、维约尔。

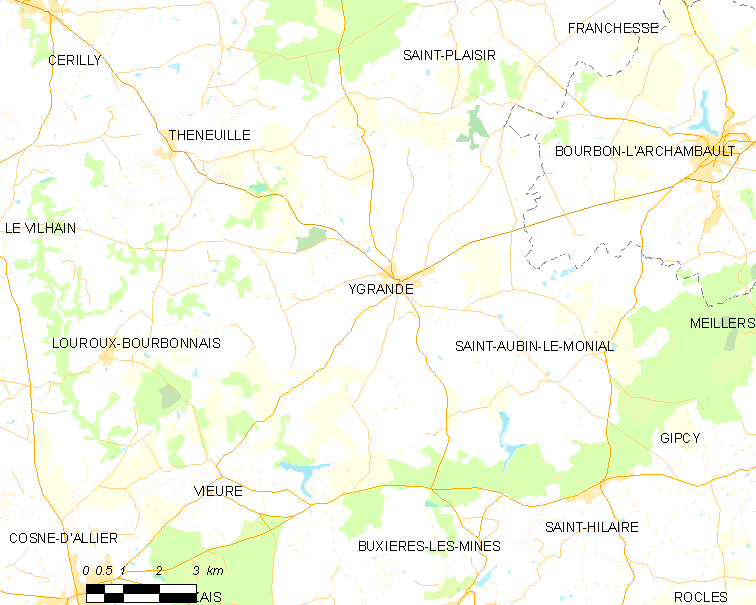
伊格朗德的OSM定位图

伊格朗德的时区为UTC+01:00、UTC+02:00（夏令时）。

## 行政
伊格朗德的邮政编码为03160，INSEE市镇编码为03320。

## 政治
伊格朗德所属的省级选区为波旁拉尔尚博县。

## 人口

1962-2008年间伊格朗德人口变化图示

伊格朗德于2022年1月1日时的人口数量为778人。